# Gemcytabina
Gemcytabina (łac. gemcitabinum) – organiczny związek chemiczny, lek cytostatyczny z grupy antymetabolitów pirymidynowych. Jest, podobnie jak cytarabina analogiem 2′-deoksycytydyny. W gemcytabinie atomy wodoru przy węglu C2′ deoksycytydyny zostały zastąpione atomami fluoru. Ze względu na podobieństwo do 2′-deoksycytydyny jest wbudowywana zamiast niej do podwójnej helisy DNA, co skutkuje zaburzeniem jego syntezy i prowadzi do śmierci komórki. Jest lekiem fazowo-specyficznym działającym w fazie S podziału komórkowego.

## Zastosowanie
- niedrobnokomórkowy rak płuca (w skojarzeniu z cisplatyną),
- rak sutka (po niepowodzeniu leczenia antracyklinami),
- rak jajnika (po niepowodzeniu chemioterapii I rzutu),
- inwazyjny rak pęcherza moczowego,
- nieoperacyjny rak trzustki.

## Działania niepożądane
- supresja szpiku,
- nudności i wymioty (w stopniu lekkim),
- śródmiąższowe zapalenie płuc,
- duszność,
- hiperpigmentacja skóry,
- łysienie.

## Dawkowanie
Gemcytabinę podaje się dożylnie zwykle w 30-minutowym wlewie kroplowym.